# Пуако (Хаваји)
Пуако (енгл. Puako) насељено је место за статистичке потребе у америчкој савезној држави Хаваји. По попису становништва из 2010. у њему је живело 772 становника.

## Демографија
Према попису становништва из 2010. у граду је живело 772 становника, што је 343 (80,0%) становника више него 2000. године.
| Група             | 2000.       | 2010.       |
| Белци             | 303 (70,6%) | 551 (71,4%) |
| Афроамериканци    | 0 (0,0%)    | 3 (0,4%)    |
| Азијати           | 49 (11,4%)  | 86 (11,1%)  |
| Хиспаноамериканци | 14 (3,3%)   | 31 (4,0%)   |
| Укупно            | 429         | 772         |